# Поток-Кальницький
Поток-Кальницький (хорв. Potok Kalnički) — населений пункт у Хорватії, у Копривницько-Крижевецькій жупанії у складі громади Кальник.

## Населення
Населення за даними перепису 2011 року становило 180 осіб.
Динаміка чисельності населення поселення: